# Constant solar
La constant solar és la quantitat mitjana d'energia radiant emesa pel Sol que arriba a l'extrem superior de l'atmosfera terrestre per segon i per metre quadrat, a una distància mitjana d'1 unitat astronòmica. El seu valor actual és de 1.368 W/m². La constant solar inclou tots els tipus d'energia radiada pel Sol, no sols la llum visible (vegeu "espectre electromagnètic" per a més detalls).
La constant solar no és realment constant, ja que ha anat variant lentament durant la vida del Sol i, de fet, va augmentant molt lentament. Tot i així, fins fa poc es considerava que no variava significativament en intervals temporals més petits; en canvi, gràcies a mesures molt sensibles obtingudes des de la dècada de 1980, s'ha pogut observar una lleugera variació de la constant solar, de només unes dècimes d'un 1%, seguint el cicle d'activitat solar d'11 anys. Els resultats indiquen que la constant solar augmenta (és a dir, el Sol és més brillant) quan el nombre de taques solars és màxim. Això pot semblar contradictori, ja que les taques solars són zones més fredes i, per tant, menys lluminoses; nogensmenys, la major activitat magnètica genera una major radiació que compensa amb escreix l'enfosquiment de les taques solars.